# Le Bòsc
Le Bòsc (francès Le Bosc) és un municipi francès del departament de l'Arieja i la regió d'Occitània.